# Цулыгин, Николай Леонидович
Никола́й Леони́дович Цулы́гин (29 мая 1975, Уфа, Башкирская АССР, СССР) — советский и российский хоккеист, защитник; тренер.

## Карьера
За годы карьеры провёл 542 игры в высшей лиге чемпионата России. Во втором и третьем по силам дивизионах провёл соответственно 15 и 19 игр. Заокеанская карьера включает игры в НХЛ (22), ИХЛ (22) и АХЛ (187).
11 апреля 2018 года назначен на пост главного тренера ХК «Салават Юлаев» из КХЛ. 18 апреля 2019 года клуб продлил контракт на один год.

## Достижения
- — серебряный призёр (1993) юношеского чемпионата мира (U18)
- — бронзовый призёр (1994) молодёжного чемпионата мира (U20)
- — Чемпион России сезона 2004/2005 в составе Динамо (Москва)